# Piráti peciválové: Příběhy ze zeleninové země
Piráti peciválové: Příběhy ze zeleninové země (The Pirates Who Don't Do Anything: A VeggieTales Movie) je americký animovaný film z roku 2008. Film režíroval Mike Nawrocki. Je to pokračování Dobrodružství pirátů v zeleninové zemi a je založeno na americké animované sérii VeggieTales, která trvala od roku 1993 do roku 2015.

## Děj
Tři piráti, George, Sedgewick a Elliot, se chtějí stát opravdovými hrdiny. Dozví se, že princ Alexander byl unesen Robertem, protože chtěl pomstít svého bratra. Poté pokračují v dobrodružném hledání, aby ho zachránili.

## Obsazení
| Phil Vischer   | George/Sedgewick/Willory/Sir Frederick/Pan Hibbing/Pirát (Phillipe Hrášek)/Bob/Další hlasy |
| Mike Nawrocki  | Elliot/Pirát (Jean-Claude Hrášek)/Táta rockové příšery/Další hlasy                         |
| Cam Clarke     | Robert Hrozný/Král                                                                         |
| Yuri Lowenthal | Princ Alexander                                                                            |
| Laura Gerowová | Princezna Eloise                                                                           |

## Hodnocení
- ČSFD:
- IMDb:
- FDb: Prosím, zadejte hodnocení.